# مامادو كوليبالي (لاعب كرة قدم، مواليد 1999)
مامادو كوليبالي (بالفرنسية: Mamadou Coulibaly)‏ (3 فبراير 1999 في السنغال - ) هو لاعب كرة قدم سنغالي في مركز الوسط. لعب مع نادي بيسكارا.

## روابط خارجية
- مامادو كوليبالي على موقع قاعدة بيانات كرة القدم.إي يو (الإنجليزية)
- مامادو كوليبالي على موقع Soccerway.com (الإنجليزية)
- مامادو كوليبالي على موقع عالم كرة القدم.نت (الإنجليزية)
- مامادو كوليبالي على موقع AS.com (الإسبانية)